# Sörstafors
Strömsholm è un'area urbana della Svezia situata nel comune di Hallstahammar, contea di Västmanland.
Un'industria è stata fondata sul sito a metà del XIX secolo. All'inizio c'era una Furia ossea e una fornace. Negli anni '60 dell'Ottocento fu costruita una segheria e dal 1870 anche una cartiera, che in seguito divenne Sörstafors Pappersbruks AB. Quando nel 1905 fu aggiunta una fabbrica di solfiti, la produzione crebbe. La successiva fase espansiva arrivò dopo che Surahammar Mill acquisì la struttura nel 1918. Un mulino di macinazione più grande fu commissionato nel 1926. Successivamente, negli anni '30, il parco macchine fu rinnovato. Man mano che le cartiere diventavano sempre più orientate all'esportazione, la seconda guerra mondiale arrivò prematuramente. Gli anni della guerra significarono stagnazione per Sörstafors, ma poi tutto cambiò. Negli anni '50 si verificò un'altra epoca di grandezza, l'ultima. Quindi leggi ambientali più severe hanno comportato l'interruzione di uno sviluppo pianificato dell'operazione. Dopo che il gruppo Billerud acquisì lo stabilimento nel 1961, le operazioni furono ridimensionate, fino alla sua cessazione nel 1966.
Dopo la chiusura della cartiera, le aziende Varnäs si trasferirono e fondarono un'industria metallurgica, focalizzata sulla lavorazione di componenti in alluminio. Fino ai primi anni degli anni 2000, l'attività era significativa, ma poi un forte calo è seguito sulla scia della crisi finanziaria del 2007-2008. Dopo il fallimento e il cambio di proprietà nel 2009, l'operazione è stata ridotta, solo per essere completamente chiusa nel febbraio 2016.
Accanto alla vecchia fabbrica c'è una centrale idroelettrica, costruita nel 1937 per estrarre elettricità dal kolbäcksån.

## Dati demografici.
| Evoluzione demografica a Sörstafors 1950–2020 | Evoluzione demografica a Sörstafors 1950–2020 | Evoluzione demografica a Sörstafors 1950–2020 |
| --------------------------------------------- | --------------------------------------------- | --------------------------------------------- |
|                                               |                                               |                                               |
| Anno                                          | Popolazione                                   |                                               |
| Anno                                          | 364                                           |                                               |
| Anno                                          | 425                                           |                                               |
| Anno                                          | 356                                           |                                               |
| Anno                                          | 292                                           |                                               |
| Anno                                          | 297                                           |                                               |
| Anno                                          | 338                                           |                                               |
| Anno                                          | 376                                           |                                               |
| Anno                                          | 352                                           |                                               |
| Anno                                          | 317                                           |                                               |
| Anno                                          | 294                                           |                                               |
| Anno                                          | 278                                           |                                               |
| Anno                                          | 270                                           |                                               |
| Anno                                          | 277                                           |                                               |
|                                               |                                               |                                               |